# Uragano Dennis
Dennis è stato un violento ciclone tropicale sviluppatosi nella regione americana dei Caraibi e nel golfo del Messico durante la stagione degli uragani atlantici del 2005. Dennis è stata la quarta tempesta nominata, il secondo uragano e il primo grande uragano della stagione. Formatosi a luglio, l'uragano divenne il più forte uragano atlantico mai formatosi prima di agosto in quel momento, un titolo che mantenne solo per sei giorni prima di essere superato dall'uragano Emily.
Dennis è attraccato a Cuba due volte come uragano di categoria 4 della scala Saffir-Simpson ed è attraccato sul Florida Panhandle, negli Stati Uniti come tempesta di categoria 3, arrivando meno di un anno dopo il devastante uragano Ivan. Ci furono 88 vittime accertate 88 persone in totale. I danni totali stimati furono di 3.89 miliardi USD.